# Shinejinst
Shinejinst (tiếng Mông Cổ: Шинэжинст) là một sum của tỉnh Bayankhongor ở miền nam Mông Cổ. Vào năm 2006, dân số của sum là 2.187 người.

## Địa lý
Sum có diện tích khoảng 16.501 km2. Trung tâm sum, Zalaa, nằm cách tỉnh lỵ Bayankhongor 250 km và thủ đô Ulaanbaatar 880 km.

### Khí hậu
Shinejinst có khí hậu bán khô hạn. Nhiệt độ trung bình hàng năm ở khu vực này là 6 °C. Tháng ấm nhất là tháng 7, khi nhiệt độ trung bình là 24 °C và lạnh nhất là tháng 1, với -14 °C. Lượng mưa trung bình hàng năm là 119 mm. Tháng ẩm ướt nhất là tháng 7, với lượng mưa trung bình là 42 mm, và khô nhất là tháng 12, với 1 mm.

## Kinh tế
Sum có một trường học, bệnh viện và khu dịch vụ.